# The Big Steppers Tour
Il The Big Steppers Tour è stato il quarto tour musicale del rapper statunitense Kendrick Lamar, a supporto del suo quinto album in studio Mr. Morale & the Big Steppers (2022).
The Big Steppers Tour è diventato il tour rap con il maggior incasso di tutti i tempi, avendo ricavato un totale di 110 886 026 dollari nel 2022.

## Antefatti e sviluppo
Il 16 febbraio 2022 è stato confermato che Kendrick Lamar fosse stato scelto come artista principale nell'ambito dell'Independent Days Festival cui ha fatto seguito, due mesi più tardi, l'annuncio della partecipazione del rapper al Glastonbury Festival. Il 13 maggio, subito dopo l'uscita del suo quinto album in studio Mr. Morale & the Big Steppers, Lamar ha diffuso le restanti date del tour i cui biglietti furono resi disponibili in prevendita da Live Nation Entertainment. A causa della forte richiesta, sono state aggiunti ulteriori spettacoli a Los Angeles, Melbourne, Sydney, Amsterdam, Parigi, Londra e Dublino.
Il 23 giugno 2022 si è esibito all'interno del Museo del Louvre di Parigi durante la sfilata uomo primavera/estate di Louis Vuitton in occasione della settimana della moda di Parigi e in memoria del compianto direttore artistico Virgil Abloh, cui ha fatto seguito in serata il concerto inaugurale del tour presso l'Ippodromo di San Siro di Milano.

## Scaletta
Scaletta del concerto inaugurale svoltosi il 13 agosto 2022 alla Scotiabank Arena di Toronto. Non è perciò rappresentativa di tutti gli spettacoli del tour.
1. United in Grief
2. N95
3. ELEMENT.
4. Worldwide Steppers
5. Backseat Freestyle
6. Rich Spirit
7. HUMBLE.
8. Father Time
9. m.A.A.d city
10. Purple Hearts
11. King Kunta
12. LOYALTY. / Swimming Pools (Drank)
13. Bitch, Don't Kill My Vibe
14. Die Hard
15. LUST. / DNA.
16. Count Me Out
17. Money Trees
18. LOVE.
19. Alright
20. Mirror
21. Silent Hill
22. Vent / Range Brothers
23. Family Ties (feat. Baby Keem)
24. Crown
25. Mr. Morale (feat. Tanna Leone)
26. Savior

## Date
| Data              | Città                | Stato           | Luogo                         | Artisti d'apertura    | Biglietti venduti | Incasso      |
| Europa            | Europa               | Europa          | Europa                        | Europa                | Europa            | Europa       |
| ----------------- | -------------------- | --------------- | ----------------------------- | --------------------- | ----------------- | ------------ |
| 23 giugno 2022    | Milano               | Italia          | Ippodromo SNAI San Siro       | N.D.                  | 24.000 spett.     | N.D.         |
| 26 giugno 2022    | Pilton               | Regno Unito     | Worthy Farm                   | N.D.                  | N.D.              | N.D.         |
| Nord America      |                      |                 |                               |                       |                   |              |
| 19 luglio 2022    | Oklahoma City        | Stati Uniti     | Paycom Center                 | Baby Keem Tanna Leone | 9,967 / 10,633    | $1,131,269   |
| 21 luglio 2022    | Austin               | Stati Uniti     | Moody Center                  | Baby Keem Tanna Leone | 10,219 / 10,219   | $1,577,084   |
| 22 luglio 2022    | Houston              | Stati Uniti     | Toyota Center                 | Baby Keem Tanna Leone | 11,783 / 11,783   | $1,750,794   |
| 23 luglio 2022    | Dallas               | Stati Uniti     | American Airlines Center      | Baby Keem Tanna Leone | 12,178 / 12,178   | $2,005,083   |
| 24 luglio 2022    | Miami Gardens        | Stati Uniti     | Hard Rock Stadium             | N.D.                  | N.D.              | N.D.         |
| 27 luglio 2022    | Tampa                | Stati Uniti     | Amalie Arena                  | Baby Keem Tanna Leone | 11,965 / 12,471   | $1,492,032   |
| 29 luglio 2022    | New Orleans          | Stati Uniti     | Smoothie King Center          | Baby Keem Tanna Leone | 12,481 / 12,481   | $1,695,384   |
| 30 luglio 2022    | Atlanta              | Stati Uniti     | State Farm Arena              | Baby Keem Tanna Leone | 12,427 / 12,427   | $1,816,858   |
| 31 luglio 2022    | Nashville            | Stati Uniti     | Bridgestone Arena             | Baby Keem Tanna Leone | 13,342 / 13,639   | $1,489,160   |
| 2 agosto 2022     | Charlotte            | Stati Uniti     | Spectrum Center               | Baby Keem Tanna Leone | 11,653 / 11,653   | $1,584,154   |
| 4 agosto 2022     | Washington           | Stati Uniti     | Capital One Arena             | Baby Keem Tanna Leone | 13,420 / 14,190   | $2,028,940   |
| 5 agosto 2022     | New York City        | Stati Uniti     | Barclays Center               | Baby Keem Tanna Leone | 24,758 / 24,758   | $3,652,750   |
| 6 agosto 2022     | New York City        | Stati Uniti     | Barclays Center               | Baby Keem Tanna Leone | 24,758 / 24,758   | $3,652,750   |
| 7 agosto 2022     | Elmont               | Stati Uniti     | UBS Arena                     | Baby Keem Tanna Leone | 12,875 / 12,875   | $1,462,939   |
| 9 agosto 2022     | Filadelfia           | Stati Uniti     | Wells Fargo Center            | Baby Keem Tanna Leone | 12,451 / 12,451   | $1,723,306   |
| 10 agosto 2022    | Boston               | Stati Uniti     | TD Garden                     | Baby Keem Tanna Leone | 12,983 / 12,983   | $1,911,584   |
| 12 agosto 2022    | Toronto              | Canada          | Scotiabank Arena              | Baby Keem Tanna Leone | 28,046 / 28,046   | $3,158,604   |
| 13 agosto 2022    | Toronto              | Canada          | Scotiabank Arena              | Baby Keem Tanna Leone | 28,046 / 28,046   | $3,158,604   |
| 14 agosto 2022    | Detroit              | Stati Uniti     | Little Caesars Arena          | Baby Keem Tanna Leone | 13,747 / 13,747   | $1,819,963   |
| 16 agosto 2022    | Columbus             | Stati Uniti     | Schottenstein Center          | Baby Keem Tanna Leone | 11,991 / 11,991   | $1,604,920   |
| 18 agosto 2022    | Milwaukee            | Stati Uniti     | Fiserv Forum                  | Baby Keem Tanna Leone | 12,109 / 12,109   | $1,765,303   |
| 19 agosto 2022    | Chicago              | Stati Uniti     | United Center                 | Baby Keem Tanna Leone | 13,656 / 13,656   | $2,060,985   |
| 20 agosto 2022    | Saint Paul           | Stati Uniti     | Xcel Energy Center            | Baby Keem Tanna Leone | 13,640 / 13,640   | $1,522,905   |
| 21 agosto 2022    | Kansas City          | Stati Uniti     | T-Mobile Center               | Baby Keem Tanna Leone | 12,267 / 12,267   | $1,664,480   |
| 23 agosto 2022    | Denver               | Stati Uniti     | Ball Arena                    | Baby Keem Tanna Leone | 13,163 / 13,163   | $1,906,982   |
| 24 agosto 2022    | Salt Lake City       | Stati Uniti     | Vivint Arena                  | Baby Keem Tanna Leone | 11,841 / 11,841   | $1,620,262   |
| 26 agosto 2022    | Portland             | Stati Uniti     | Moda Center                   | Baby Keem Tanna Leone | 12,709 / 12,709   | $1,689,385   |
| 27 agosto 2022    | Seattle              | Stati Uniti     | Climate Pledge Arena          | Baby Keem Tanna Leone | 13,949 / 13,949   | $2,318,964   |
| 28 agosto 2022    | Vancouver            | Canada          | Rogers Arena                  | Baby Keem Tanna Leone | 12,339 / 12,339   | $1,340,262   |
| 30 agosto 2022    | Sacramento           | Stati Uniti     | Golden 1 Center               | Baby Keem Tanna Leone | 12,364 / 12,364   | $1,610,876   |
| 31 agosto 2022    | Oakland              | Stati Uniti     | Oakland Arena                 | Baby Keem Tanna Leone | 24,586 / 24,586   | $3,721,088   |
| 1º settembre 2022 | Oakland              | Stati Uniti     | Oakland Arena                 | Baby Keem Tanna Leone | 24,586 / 24,586   | $3,721,088   |
| 6 settembre 2022  | San Diego            | Stati Uniti     | Viejas Arena                  | Baby Keem Tanna Leone | 9,699 / 9,699     | $1,438,826   |
| 7 settembre 2022  | Anaheim              | Stati Uniti     | Honda Center                  | Baby Keem Tanna Leone | 11,239 / 11,239   | $1,599,294   |
| 9 settembre 2022  | Las Vegas            | Stati Uniti     | T-Mobile Arena                | Baby Keem Tanna Leone | 12,338 / 14,231   | $1,727,812   |
| 10 settembre 2022 | Phoenix              | Stati Uniti     | Footprint Center              | Baby Keem Tanna Leone | 12,327 / 12,327   | $2,105,421   |
| 11 settembre 2022 | Ontario              | Stati Uniti     | Toyota Arena                  | Baby Keem Tanna Leone | 7,368 / 7,368     | $1,110,987   |
| 14 settembre 2022 | Los Angeles          | Stati Uniti     | Crypto.com Arena              | Baby Keem Tanna Leone | 50,402 / 51,657   | $7,122,758   |
| 15 settembre 2022 | Los Angeles          | Stati Uniti     | Crypto.com Arena              | Baby Keem Tanna Leone | 50,402 / 51,657   | $7,122,758   |
| 16 settembre 2022 | Los Angeles          | Stati Uniti     | Crypto.com Arena              | Baby Keem Tanna Leone | 50,402 / 51,657   | $7,122,758   |
| 17 settembre 2022 | Los Angeles          | Stati Uniti     | Crypto.com Arena              | Baby Keem Tanna Leone | 50,402 / 51,657   | $7,122,758   |
| Europa            |                      |                 |                               |                       |                   |              |
| 7 ottobre 2022    | Amsterdam            | Paesi Bassi     | Ziggo Dome                    | Baby Keem Tanna Leone | 31,599 / 31,599   | $2,398,609   |
| 8 ottobre 2022    | Amsterdam            | Paesi Bassi     | Ziggo Dome                    | Baby Keem Tanna Leone | 31,599 / 31,599   | $2,398,609   |
| 10 ottobre 2022   | Praga                | Repubblica Ceca | O2 Arena                      | Baby Keem Tanna Leone | 12,246 / 12,839   | $825,293     |
| 11 ottobre 2022   | Berlino              | Germania        | Mercedes-Benz Arena           | Baby Keem Tanna Leone | 12,881 / 12,881   | $963,910     |
| 13 ottobre 2022   | Amburgo              | Germania        | Barclays Arena                | Baby Keem Tanna Leone | 11,209 / 11,562   | $845,024     |
| 15 ottobre 2022   | Copenaghen           | Danimarca       | Royal Arena                   | Baby Keem Tanna Leone | 14,673 / 14,673   | $1,582,329   |
| 17 ottobre 2022   | Stoccolma            | Svezia          | Avicii Arena                  | Baby Keem Tanna Leone | 13,642 / 13,768   | $1,024,580   |
| 19 ottobre 2022   | Oslo                 | Norvegia        | Telenor Arena                 | Baby Keem Tanna Leone | 19,865 / 19,865   | $1,412,661   |
| 21 ottobre 2022   | Parigi               | Francia         | AccorHotels Arena             | Baby Keem Tanna Leone | 30,993 / 30,993   | $2,796,539   |
| 22 ottobre 2022   | Parigi               | Francia         | AccorHotels Arena             | Baby Keem Tanna Leone | 30,993 / 30,993   | $2,796,539   |
| 24 ottobre 2022   | Stoccarda            | Germania        | Hanns-Martin-Schleyer-Halle   | Baby Keem Tanna Leone | 10,437 / 10,617   | $794,515     |
| 25 ottobre 2022   | Zurigo               | Svizzera        | Hallenstadion                 | Baby Keem Tanna Leone | 13,000 / 13,000   | $1,329,442   |
| 26 ottobre 2022   | Prilly               | Svizzera        | Vaudoise Aréna                | Baby Keem Tanna Leone | 6,566 / 6,566     | $748,911     |
| 28 ottobre 2022   | Anversa              | Belgio          | Sportpaleis                   | Baby Keem Tanna Leone | 17,624 / 17,624   | $1,314,179   |
| 30 ottobre 2022   | Colonia              | Germania        | Lanxess Arena                 | Baby Keem Tanna Leone | 13,563 / 15,063   | $1,042,046   |
| 31 ottobre 2022   | Francoforte sul Meno | Germania        | Festhalle                     | Baby Keem Tanna Leone | 10,532 / 10,532   | $802,698     |
| 2 novembre 2022   | Glasgow              | Regno Unito     | The SSE Hydro                 | Baby Keem Tanna Leone | 10,917 / 11,871   | $923,415     |
| 3 novembre 2022   | Leeds                | Regno Unito     | First Direct Arena            | Baby Keem Tanna Leone | 11,322 / 11,322   | $1,195,295   |
| 4 novembre 2022   | Newcastle            | Regno Unito     | Metro Radio Arena             | Baby Keem Tanna Leone | 10,753 / 10,753   | $1,102,267   |
| 5 novembre 2022   | Birmingham           | Regno Unito     | Barclaycard Arena             | Baby Keem Tanna Leone | 11,851 / 11,851   | $1,188,417   |
| 7 novembre 2022   | Londra               | Regno Unito     | The O2 Arena                  | Baby Keem Tanna Leone | 48,417 / 48,417   | $5,353,597   |
| 8 novembre 2022   | Londra               | Regno Unito     | The O2 Arena                  | Baby Keem Tanna Leone | 48,417 / 48,417   | $5,353,597   |
| 9 novembre 2022   | Londra               | Regno Unito     | The O2 Arena                  | Baby Keem Tanna Leone | 48,417 / 48,417   | $5,353,597   |
| 13 novembre 2022  | Dublino              | Irlanda         | 3Arena                        | Baby Keem Tanna Leone | 23,418 / 23,418   | $2,412,356   |
| 14 novembre 2022  | Dublino              | Irlanda         | 3Arena                        | Baby Keem Tanna Leone | 23,418 / 23,418   | $2,412,356   |
| 16 novembre 2022  | Manchester           | Regno Unito     | Manchester Arena              | Baby Keem Tanna Leone | 13,893 / 13,893   | $1,537,751   |
| Oceania           |                      |                 |                               |                       |                   |              |
| 1º dicembre 2022  | Perth                | Australia       | RAC Arena                     | Baby Keem Tanna Leone | 12,830 / 12,830   | $1,492,229   |
| 4 dicembre 2022   | Melbourne            | Australia       | Rod Laver Arena               | Baby Keem Tanna Leone | 24,694 / 24,694   | $2,824,879   |
| 5 dicembre 2022   | Melbourne            | Australia       | Rod Laver Arena               | Baby Keem Tanna Leone | 24,694 / 24,694   | $2,824,879   |
| 8 dicembre 2022   | Sydney               | Australia       | Qudos Bank Arena              | Baby Keem Tanna Leone | 28,433 / 28,945   | $3,287,022   |
| 9 dicembre 2022   | Sydney               | Australia       | Qudos Bank Arena              | Baby Keem Tanna Leone | 28,433 / 28,945   | $3,287,022   |
| 12 dicembre 2022  | Brisbane             | Australia       | Brisbane Entertainment Centre | Baby Keem Tanna Leone | 10,462 / 10,751   | $1,189,894   |
| 16 dicembre 2022  | Auckland             | Nuova Zelanda   | Spark Arena                   | Baby Keem Tanna Leone | 10,953 / 11,123   | $1,242,939   |
| Totale            | Totale               | Totale          | Totale                        | Totale                | 929,056 / 939,076 | $110,886,026 |